# Абашидзе, Леван (князь)
Лева́н Абаши́дзе (груз. ლევან აბაშიძე; род. ?, Имеретинское царство — ум. 1757, там же) — князь, политический деятель Имеретинского царства, сын царя Георгия Абашидзе, узурпировавшего царский трон в Имеретии.

## Биография
Его дочь Тамара, была женой свергнутого Георгием Абашидзе царя Александра V Багратиони, и матерью Соломона I. Леван возглавил группу дворян, которые свергли с престола нового царя, Соломона I. Вскоре Соломон вернул себе трон, наказал заговорщиков-князей, отобрал у Абашидзе замок Кацахи. Абашидзе погиб в битве при Хресили, в котором он находился в лагере противников Соломона I, выступая на стороне турок. Его убил грузинский воин по имени Гегела Тевдорадзе.
Владения Абашидзе в царстве Соломона были объявлены царем государственной собственностью.